# Gottlieb Muffat
Pour les articles homonymes, voir Muffat.
Gottlieb Theophil Muffat (né le 25 avril 1690 à Passau, mort le 9 décembre 1770 à Vienne) est un organiste et compositeur autrichien.

## Biographie
Il était le fils du compositeur d'origine scoto-savoyarde Georg Muffat et étudia auprès de Johann Joseph Fux. En 1717 il fut nommé organiste de la Chambre de l'empereur Charles VI ; il fut aussi professeur de musique des enfants de celui-ci. Il reçut une pension à partir de 1764.
Gottlieb Muffat a composé surtout pour l'orgue et le clavecin, et notamment de nombreuses fugues et toccatas. Ses pièces pour le clavecin furent publiées en 1739 sous le titre Componimenti musicali (Augsbourg, v. 1739).
On lui doit aussi 72 Versetl sammt 12 Toccaten (Vienne, 1726) pour orgue.
Les œuvres ou thèmes de Gottlieb Muffat ont donné lieu à de nombreux emprunts par Georg Friedrich Haendel pour ses propres compositions.